# ГЕС Бесай
ГЕС Бесай — гідроелектростанція в Індонезії на острові Суматра. Використовує ресурс із річки Бесай, яка дренує східний схил вододільного хребта Букіт-Барісан та впадає праворуч у Tulang Bawang (басейн Яванського моря).
У межах проекту річку перекрили бетонною гравітаційною греблею висотою 13 метрів, яка утримує регулюючий резервуар з площею поверхні 0,7 км2 та об'ємом 1,2 млн м3. Враховуючи припустиме коливання рівня поверхні в операційному режимі між позначками 719 та 722 метри НРМ, тут забезпечується корисний об'єм 1,05 млн м3. Зі сховища починається прокладений через лівобережний масив дериваційний тунель довжиною 4,9 км з діаметром 4,3 метра, який на завершальному етапі з'єднаний із запобіжним балансувальним резервуаром висотою 95 метрів та діаметром від 2,5 до 13 метрів. У машинний зал ресурс надходить через напірний водовід довжиною 0,6 км з середнім діаметром 3,4 метра (у підсумку розгалужується на два з діаметром по 1,8 метра).
Розташований на березі Бесай наземний машинний зал обладнали двома турбінами типу Френсіс потужністю по 45 МВт, які при чистому напорі у 231,3 метра забезпечують виробництво 396 млн кВт-год електроенергії на рік.
Видача продукції відбувається по ЛЕП, розрахованій на роботу під напругою 150 кВ.